# Istituto d'Istruzione Superiore Statale "Angelo Vegni"
L'Istituto d'Istruzione Superiore Statale "Angelo Vegni" Capezzine è situato a Centoia, una frazione del comune di Cortona, in provincia di Arezzo.

## Storia

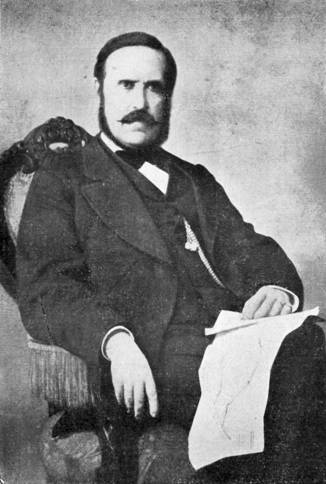
Angelo Vegni

L'Istituto fu creato nel 1886, rispettando la volontà testamentaria di Angelo Vegni, che aveva destinato il suo patrimonio alla fondazione di una Scuola Superiore di Agricoltura che portasse il suo nome.
La scuola, fin dall'inizio, fu dotata di un convitto e di un'azienda agraria, ancora oggi in funzione.

## L'offerta formativa
L'offerta formativa è articolata tramite tre istituti:
- Istituto Tecnico Agrario, Agroalimentare e Agroindustriale (anche ad indirizzo sportivo)
- Istituto Tecnico Informatica e le Telecomunicazioni (a partire dall'A.S. 2020-21)
- Istituto Tecnico Grafica e Comunicazione (a partire dall'A.S. 2020-21)
- Istituto Professionale Servizi per l'Enogastronomia e l'Ospitalità Alberghiera
- Istituto Professionale Servizi per l'Agricoltura e lo Sviluppo Rurale

## La struttura
La struttura scolastica è costituita da aule (distribuite su due plessi contermini), laboratori di zootecnia, di fisica, di scienze, di chimica e di informatica, da un'aula aumentata e dai laboratori dell'indirizzo alberghiero (laboratori di ricevimento, sala, bar, cucina e produzione dolciaria). La dotazionene strutturale è completa dall'Aula Magna, dalla biblioteca e dal convitto, che ospita anche una mensa; a tutto ciò si aggiunge una importante dotazione sportiva (palestra, campo sintetico multifunzionale, campo da calcio regolamentare, campo da tennis, pedane per lo sprint e il salto, campo da beach volley, campo da bocce, campo da badminton, tennistavolo...). 
Oltre all'azienda agraria, che coltiva circa 126 ha, l'istituto dispone di un ricovero per macchine e attrezzi, è dotato di una cantina didattica e di una sala di degustazione, vi è un orto botanico di 1,71 ha, una serra, un frutteto didattico e un pollaio.

Nell'azienda vi è un'importante produzione vitivinicola, con l'imbottigliamento di alcuni vini che fanno parte del Consorzio Cortona DOC e vini speciali. 
I vitigni coltivati sono, sia quelli tradizionali del territorio (Sangiovese, Grechetto, Trebbiano, Malvasia), che quelli internazionali (Chardonnay, Sauvignon, Riesling Italico, Cabernet-Sauvignon, Merlot, Syrah). Inoltre vi è un oliveto di 4 ha.

L'istituto è ancora oggi all'avanguardia per i suoi laboratori di scienza, chimica, informatica, zootecnia e tecnologie meccaniche.

## Il museo
L'Istituto possiede un'importante collezione di strumenti scientifici di interesse storico, proveniente dal Gabinetto di Fisica dell'Istituto Tecnico Toscano, fra i quali si segnalano antichi strumenti di topografia (un tacheometro OMS della metà del Novecento, un livello clisimetro marcato "Scuola Scientifica Viennese Perugia", squadri e altro) e apparecchiature per esperienze di fisica dell'inizio del Novecento (emisferi di Magdeburgo, uno spinterometro, conduttori di forma diversa). 
Fanno parte della raccolta anche un meccanismo di orologio da campanile, costruito dalle Officine Galileo di Firenze e una collezione ossea di animali domestici.